# Židovská občanská strana v Podkarpatské Rusi
Židovská občanská strana v Podkarpatské Rusi byla židovská politická strana na území prvorepublikového Československa, respektive na Podkarpatské Rusi. Ideově navazovala na sionismus.

## Dějiny
Vznikla roku 1921 v době, kdy se na Podkarpatské Rusi začalo formovat politické spektrum. Byla napojená na Sdružené židovské strany, které se jako kandidátní listina zúčastnily parlamentních volbách v roce 1920 a na sionistickou organizaci. Sionismus ale v židovské komunitě na východě republiky měl silné soupeře, zejména ultraortodoxní hnutí Agudat Jisra'el a nebo konzervativní vrstva židovských pozemkových vlastníků, která tíhla ke spolupráci s československými agrárníky.
Kvůli pocitu vnějšího ohrožení antisemitismem i kvůli společným zájmům na obhajobě židovských ekonomických zájmů ale v této době ještě v židovské komunitě v této zemi převládal trend ke spolupráci. Všechny tři hlavní židovské politické proudy proto v roce 1923 vytvořily na sjezdu v Berehovu jednotnou politickou stranu Židovská strana Podkarpatské Rusi, která v sobě obsahovala jak sionistický, tak agrárnický a ortodoxní element. Za ortodoxní v ní zasedal Koloman Weiss, za agrárníky Emanuel Guttmann a za sionisty Alexander Spiegel. V komunálních volbách roku 1923 pak tato společná platforma uspěla v mnoha obcích.
Pak se ovšem mezi Židy na Podkarpatské Rusi opět vyostřily ideologické rozdíly a argární a konzervativní křídlo se osamostatnilo a šlo do doplňovacích parlamentních voleb na Podkarpatské Rusi v roce 1924 jako Židovská demokratická strana. Nástupcem Židovské občanské strany na Podkarpatské Rusi se stala Židovská lidová strana. Místo Alexandera Spiegela ji ale vedl Ludvík Singer, sionista z Prahy.  Židovská lidová strana získala necelých 18 000 hlasů a poslanecký mandát nezískala. V parlamentních volbách v roce 1925 pak sionistické křídlo vplynulo do celostátně kandidující Židovské strany.